# Jean-Louis Malo
Pour les articles homonymes, voir Malo.
Jean-Louis Malo, spécialiste de comptabilité et de contrôle de gestion, a occupé différents postes au sein de plusieurs institutions universitaires et a notamment été professeur des universités à l'Institut d'administration des entreprises de Poitiers.

## Formation
Jean-Louis Malo est titulaire d'une thèse de sciences économiques soutenue à Poitiers en 1974 sur le rôle de la monnaie dans l'économie. Ce premier travail est complété par une thèse complémentaire soutenue en 1976 sur la théorie des transferts internationaux.
Sa formation s'oriente ensuite vers les sciences de gestion, discipline naissante à l'époque. Il est major de l'agrégation de techniques économiques de gestion du secondaire (1978), diplômé d'expertise-comptable (1982) et major du concours d'agrégation des sciences de gestion de l'enseignement supérieur (1982).

## Carrière
Jean-Louis Malo a été assistant puis chargé de cours à l'université de Poitiers de 1968 à 1978, puis maître de conférences à l'université d'Angers de 1978 à 1982, professeur des universités à l'université de Limoges de 1983 à 1985 et enfin professeur des universités à l'université de Poitiers de 1985 à 2009.
Il a été directeur de l'IAE de Poitiers de 1988 à 1991 et directeur de la recherche entre 1991 et 1994, entre 1996 et 1999 puis en 2003.
Il a été membre de la 6e section du Conseil national des universités (CNU) en 2001-2002.

## Contributions à la construction d'une discipline académique
Jean-Louis malo a été Président de l'Association française de comptabilité (AFC, aujourd'hui « Association francophone de comptabilité ») de 1985 à 1988. Il a contribué à créer la liste de diffusion électronique « Compta-Infos ».
Il a été rédacteur en chef de la revue Comptabilité-contrôle-audit (CCA) de 1998 à 2001.
Il est ou a été membre de nombreux comités de lecture de revues scientifiques (Comptabilité-contrôle-audit, CCA ; Finance-contrôle-stratégie, FCS ; La Revue française de gestion, RFG ; Politique et management public, PMP) et membre de la Société française de management.
Jean-Louis Malo a participé au développement des journées d'histoire de la comptabilité et du management qui ont permis aux chercheurs français de s'imposer dans cette discipline au niveau international.
Il a été président du jury de l'agrégation externe d'économie et gestion  de 1996 à 2000. Il a été membre du jury du diplôme d'expertise comptable depuis 1983. Il a été membre du jury d'agrégation du supérieur en sciences de gestion en 2002-2003.
Il a également été :
- Expert auprès du CNE (Comité d'évaluation des universités) 1989-1991[10].

- Expert auprès de l’Observatoire des coûts des établissements d’enseignement supérieur 1992-1997 (coauteur d’un Guide méthodologique sur « L’évaluation des coûts dans l’enseignement supérieur » 1993)[11].

- Membre de différents comités de l'Ordre des experts-comptables et comptables agréés (Comité professionnel de doctrine comptable - sur la comptabilité financière - et Comité de recherche en économie des entreprises CEREDE - sur la comptabilité de gestion et les systèmes d’information) et de la Commission « Comptabilité de gestion » au Conseil national de la comptabilité (responsabilité de l’édition du « Cadre conceptuel de comptabilité de gestion », 1996).

- Représentant du recteur à la Commission régionale d’équivalence du titre d’expert-comptable (depuis 1985).

## Ouvrages
- Comptabilité Générale. Manuel, 230 pages, Eyrolles, octobre 1990
- Comptabilité générale : Exercices, avec Monique Camilleri. Manuel, 200 pages, Eyrolles, septembre 1992
- L’Essentiel du Contrôle de gestion, rédigé en collaboration avec Jean-Charles Mathé. Ouvrage, 303 pages, Éditions d’Organisation, octobre 1998 (deuxième édition en 2000 et 2002)
- Claude Simon, Christian Hoarau et Jean-Louis Malo, Comptabilité, contrôle et société : Mélanges en l'honneur du professeur Alain Burlaud, Éditions Foucher, coll. « LMD collection Expertise comptable », 2012, 416 p.